# Miyake (Klan)

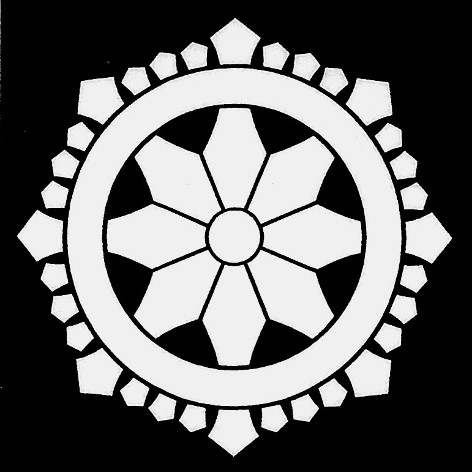
Wappen der Miyake („Miyake-Rad“)

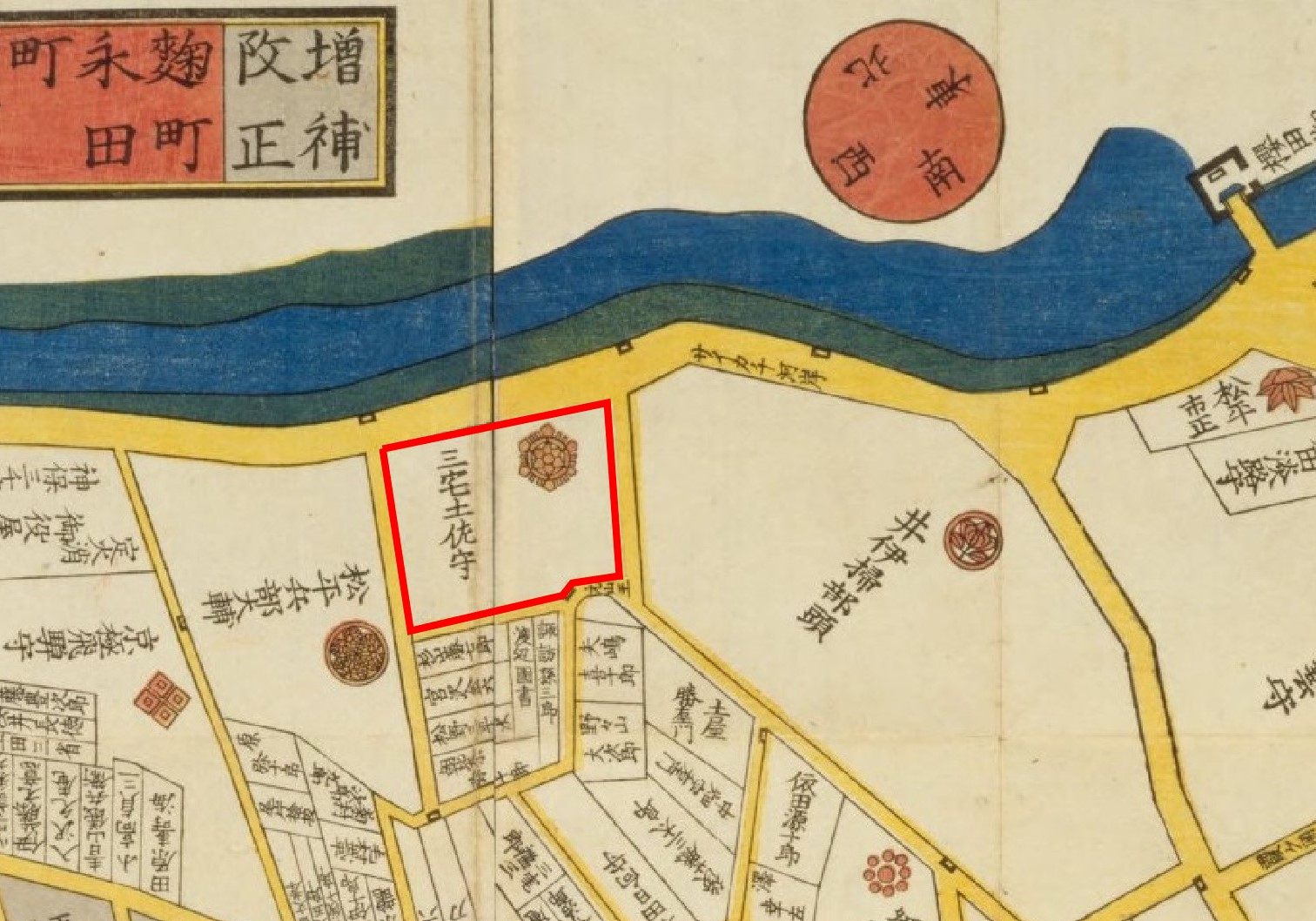
Residenz der Miyake in Edo

Die Miyake (japanisch 三宅氏, Miyake-shi) waren eine Familie des japanischen Schwertadels (Buke) aus der Provinz Mikawa, die sich von den Uda-Genji ableitete. Mit einem Einkommen von 12.000 Koku gehörten die zuletzt in Tahara (Präfektur Aichi) residierenden Miyake zu den kleineren Fudai-Daimyō der Edo-Zeit.

## Genealogie
Die Miyake residierten ab 1604 bis 1619 und dann wieder von 1636 bis 1664 in Koromo (Provinz Mikawa).
- Yasunobu (康信; 1563–1632) wurde 1619 nach Kameyama (Ise) versetzt.
- Yasukatsu (康勝; 1628–1687), Yasunobus Enkel, wurde 1664 nach Tahara (Mikawa) versetzt. Dort residierten er und seine Nachkommen bis 1868. Letzter Daimyō war
- Yasuyoshi (康保; 1831–1895). Nach 1868 Vizegraf.